# Cimitero monumentale della Certosa di Bologna
Il cimitero monumentale della Certosa di Bologna si trova appena fuori dal cerchio delle mura della città, vicino allo stadio Renato Dall'Ara, ai piedi del colle della Guardia dove si trova il santuario della Madonna di San Luca.
La Certosa di Bologna conserva la più ricca raccolta di arte neoclassica italiana. Su un'area di trenta ettari, le sale, le gallerie e i chiostri del cimitero della Certosa ospitano almeno 6 000 manufatti di interesse storico e artistico, opera di oltre 200 artisti.

## Struttura del cimitero
Il fascino che contraddistingue la parte monumentale della Certosa di Bologna deriva dalla complessa articolazione degli spazi, frutto degli adattamenti e delle stratificazioni ottocentesche e della prima metà del Novecento.  Durante la prima fase di ristrutturazione venneno prese in conto le idee dell'igienismo illuminista, come testimoniano i disegni di Angelo Venturoli. Dell'epoca monastica si conservano quasi integri alcuni chiostri, la sala capitolare (Sala della Madonna dell'Asse), il Chiostro del Capitolo (Chiostro delle Madonne o dell'Ossario), il Refettorio (trasformato in Sala della Pietà), il Recinto delle Monache e dei Sacerdoti, il Chiostro I o d'ingresso. Il rinascimentale Chiostro Grande venne smembrato nel Chiostro III e in parte nel Chiostro del 1500, demolito e ricostruito.
L'espansione del cimitero, sebbene non organica, tenne conto delle costruzioni preesistenti, «ordinata e orientata lungo un asse di riferimento ovvero l'asse mediano del chiostro rinascimentale: si operano adattamenti degli spazi esistenti e il cimitero nasce dalla crescita di elementi, dalle architetture differenti ma coerenti tra loro, che arrivano ad occupare anche le aree libere degli orti», assumendo progressivamente ampiezza e monumentalità.

## Storia
La Certosa di Bologna è uno dei cimiteri monumentali più antichi d'Italia. Sorge in un'area già utilizzata come necropoli dagli Etruschi e in seguito adibita a monastero. Venne istituito nel 1801 come unico cimitero della città dopo la conquista di Bologna da parte delle truppe napoleoniche e la soppressione della Certosa di San Girolamo di Casara.
La parte monumentale del cimitero occupa gli antichi edifici del monastero e include al suo interno la chiesa di San Girolamo, con le sue preziose opere pittoriche del Seicento. A partire dagli anni trenta dell'Ottocento il cimitero si è arricchito di nuovi spazi e chiostri, presentandosi come un vero e proprio museo all'aperto, in cui sono conservati monumenti funebri di pregio.
Il cimitero era tappa del Grand Tour settecentesco e meta del turismo ottocentesco internazionale.

### La necropoli etrusca

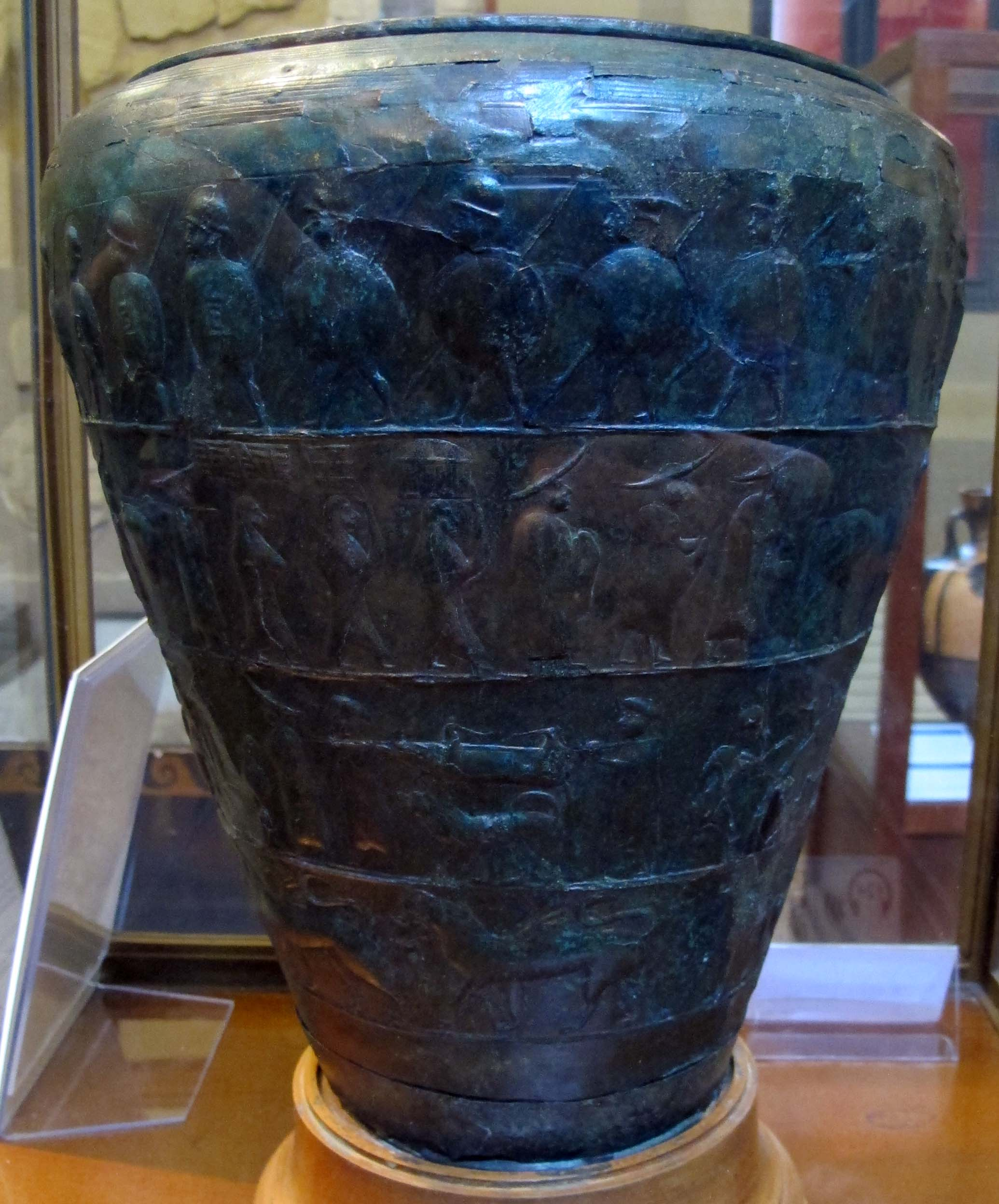
La Situla della Certosa, al Museo civico archeologico

L'area del cimitero monumentale era occupata già dalla fine del VI secolo a.C. da una necropoli etrusca, sorta fuori dall'abitato lungo una antica strada poi abbandonata in epoca romana. La necropoli fu utilizzata fino agli inizi del IV secolo a.C. e riscoperta nel 1869 durante i lavori di ampliamento del cimitero da Antonio Zannoni, ingegnere dell'Ufficio Tecnico del Comune di Bologna, che intuì dal ritrovamento di una tomba a cista di trovarsi di fronte alla cosiddetta necropoli della Certosa. Il sepolcreto di fase felsinea è il più estensivamente esplorato della città, nonché quello che ha restituito il maggior numero di tombe: 417, collocate principalmente tra il Chiostro III e il Chiostro VII, e tra il Chiostro VI e il Campo Carducci. I reperti scoperti durante gli scavi archeologici coordinati dallo stesso Zannoni tra il 1869 e il 1873 sono custoditi nel Museo civico archeologico della città; tra essi spicca la situla della Certosa, un vaso bronzeo con decorazioni a fasce usato come urna cineraria considerato come la regina delle situle. I ritrovamenti nella Certosa parteciparono allo slancio della stagione di scavi archeologici in città e nel bolognese, come quelli di Giovanni Gozzadini a Marzabotto, l'antica Kainua, stagione che si giovò anche del supporto metodologico dell'archeologo Edoardo Brizio, professore di archeologia presso l'Università di Bologna e direttore del nascente Museo civico che promuoveva il contatto diretto con i monumenti.
La tomba dello Zannoni nella Galleria degli Angeli e una lapide per il Congresso internazionale di archeologia e antropologia preistorica del 1871 nel cortile della chiesa, commemorano gli scavi archeologici che ebbero a suo tempo rinomanza internazionale e vennero anche commentati dal medico e antropologo tedesco Rudolf Virchow: «… niuna città ha fatto cosa più sorprendente di Bologna cogli scavi di Certosa, […] non si vide mai nulla di più bello dal punto di vista preistorico».

### Le origini dalla vecchia Certosa

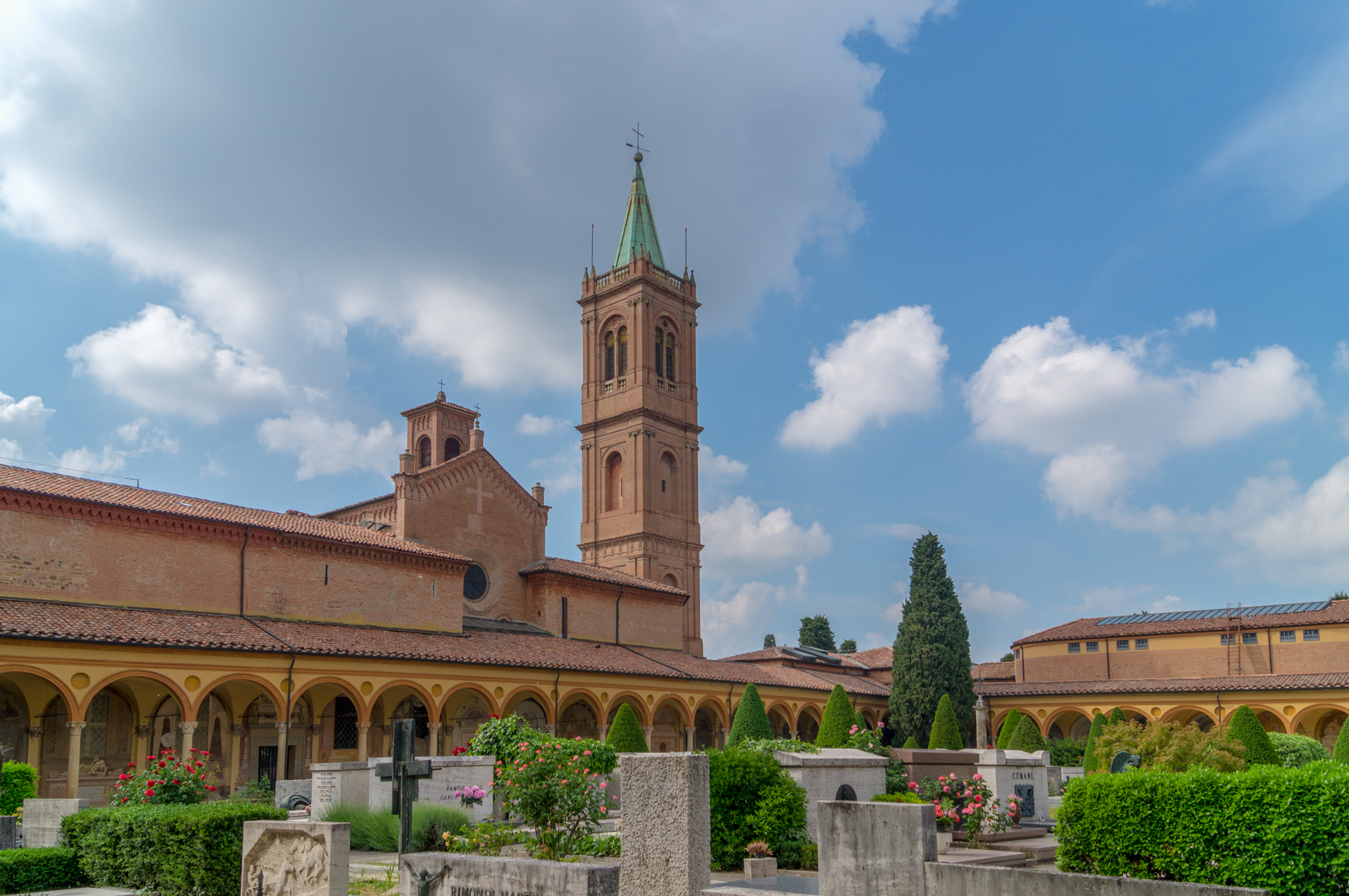
La Chiesa di San Girolamo alla Certosa

Alle origini della Certosa di San Girolamo di Casara ci fu una donazione avvenuta agli inizi del XIV secolo, ai monaci certosini da parte del giureconsulto Giovanni d'Andrea, dei terreni per la costruzione di un nuovo monastero.
Dalla posa della prima pietra, nell'aprile 1334, si procedette con la costruzione grazie alle numerose offerte e donazioni dei fedeli. Il monastero poteva dirsi quasi concluso già nel 1350, e presentava un «chiostro con alloggi dei monaci, cappelle monacali, il Capitolo con il proprio chiostro, refettorio, foresteria, cucina».
La Chiesa di San Girolamo alla Certosa, consacrata nel 1359, ebbe il suo grande campanile nel 1508, all'epoca in cui la Certosa poteva vantare di essere diventata «uno dei più celebri monasteri» della sua epoca, grazie soprattutto all'interessamento a metà del XV secolo del pontefice Nicolò V, che era stato allievo del Beato Niccolò Albergati di Bologna e voleva rendere la Certosa degna delle aspirazioni del Beato, dando l'impulso per l'ampliamento il complesso. Questa potenza monastica è testimoniata dalla grande ricchezza artistica dell'interno della chiesa.

### La creazione del cimitero, dall'epoca napoleonica alla Restaurazione

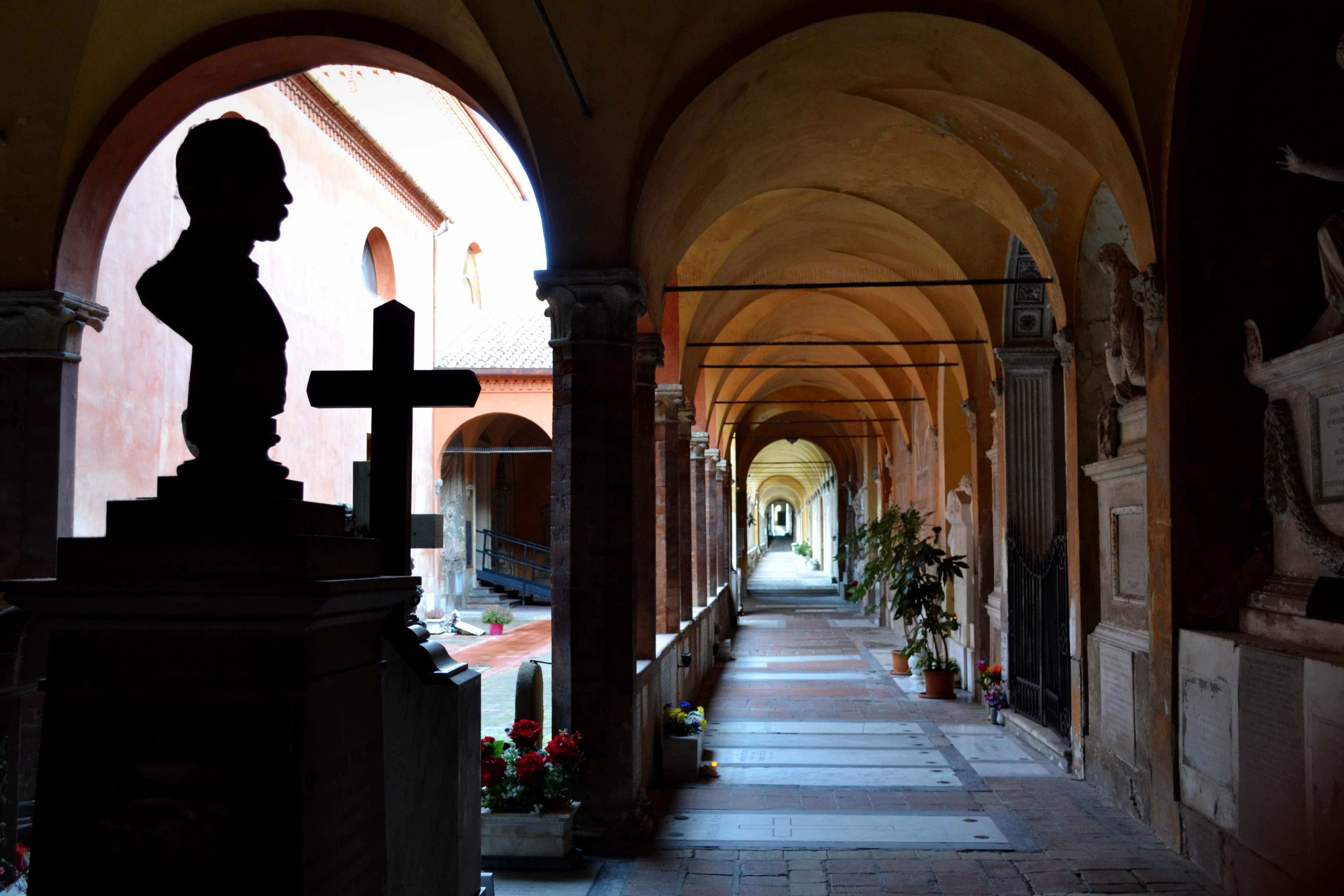
Il Chiostro I o d'Ingresso

La costruzione del cimitero si inserì in un contesto di rinnovamento urbanistico della città, avviato proprio in età napoleonica.
Il cimitero comunale fu istituito nel 1801, con proclama del 3 marzo della Commissione di sanità del Dipartimento del Reno, convertendo le preesistenti strutture della Certosa di San Girolamo, soppressa nel 1797 da Napoleone a seguito della conquista giacobina della città fino ad allora sotto il governo pontificio.
L'idea di cimitero cittadino risaliva agli ultimi decenni del secolo precedente: nel 1784 il Senato bolognese esaminò i progetti di quattro cimiteri suburbani, uno per ogni quartiere ma fu nell'anno delle soppressioni napoleoniche che Mauro Gandolfi, pittore e professore all'Accademia di Belle Arti, formulò invece l'ipotesi di un unico, grande camposanto nei pressi del Meloncello.
Tra le varie aree analizzate per un camposanto, l'unica che soddisfaceva tutte le esigenze era l'ex Certosa di Bologna, tenacemente promossa da Luigi Pistorini, presidente della Commissione del dipartimento di sanità del Reno, come la più economica e di immediata realizzazione.
Il 13 aprile 1801 Pistorini sottoscrisse un'importante decisione per Bologna: per ragioni di salute pubblica era bandita l'usanza di seppellire i morti nelle chiese e nelle fosse comuni degli Ospedali della Vita e della Morte, fu proibito sotterrare i morti «qualunque siano in qualunquesiasi luogo» della città e si doveva utilizzare il cimitero fuori dall'abitato. Il giorno seguente, 24 germinale dell'anno IX repubblicano secondo l'allora vigente calendario repubblicano, il nuovo camposanto accolse le prime salme. L'apertura del cimitero monumentale e il proclama di Pistorini precorrevano i tempi: nel 1804 venne infatti promulgato l'Editto napoleonico di Saint-Cloud, che vietava l'inumazioni all'interno dei centri abitati, editto che fu poi esteso due anni dopo a tutte le zone della penisola sotto il controllo napoleonico. Secondo il principio giacobino dell'uguaglianza, le inumazioni di massa non dovevano differenziarsi se non per sesso ed età.
Nei primi due decenni dell'Ottocento si adattarono le strutture del monastero sotto la supervisione degli architetti Ercole Gasparini e Angelo Venturoli, sfruttandone l'estetica a vantaggio del decoro delle tombe e cercando di eliminarne il ricordo monastico. A questo scopo, vennero demolite tutte le strutture di servizio, dalla spezieria ai magazzini, e dei quartieri monacali eccezion fatta per i muri perimetrali, e svuotati gli alloggi e le cappelle. Si conservarono la chiesa e i chiostri rinascimentali e quelli minori.  A metà del braccio sud del chiostro rinascimentale detto Chiostro Grande, Gasparini progettò la Cappella dei Suffragi, aperta verso il campo centrale, andata distrutta salvo per il portico a cassettoni e il frontone neoclassico.

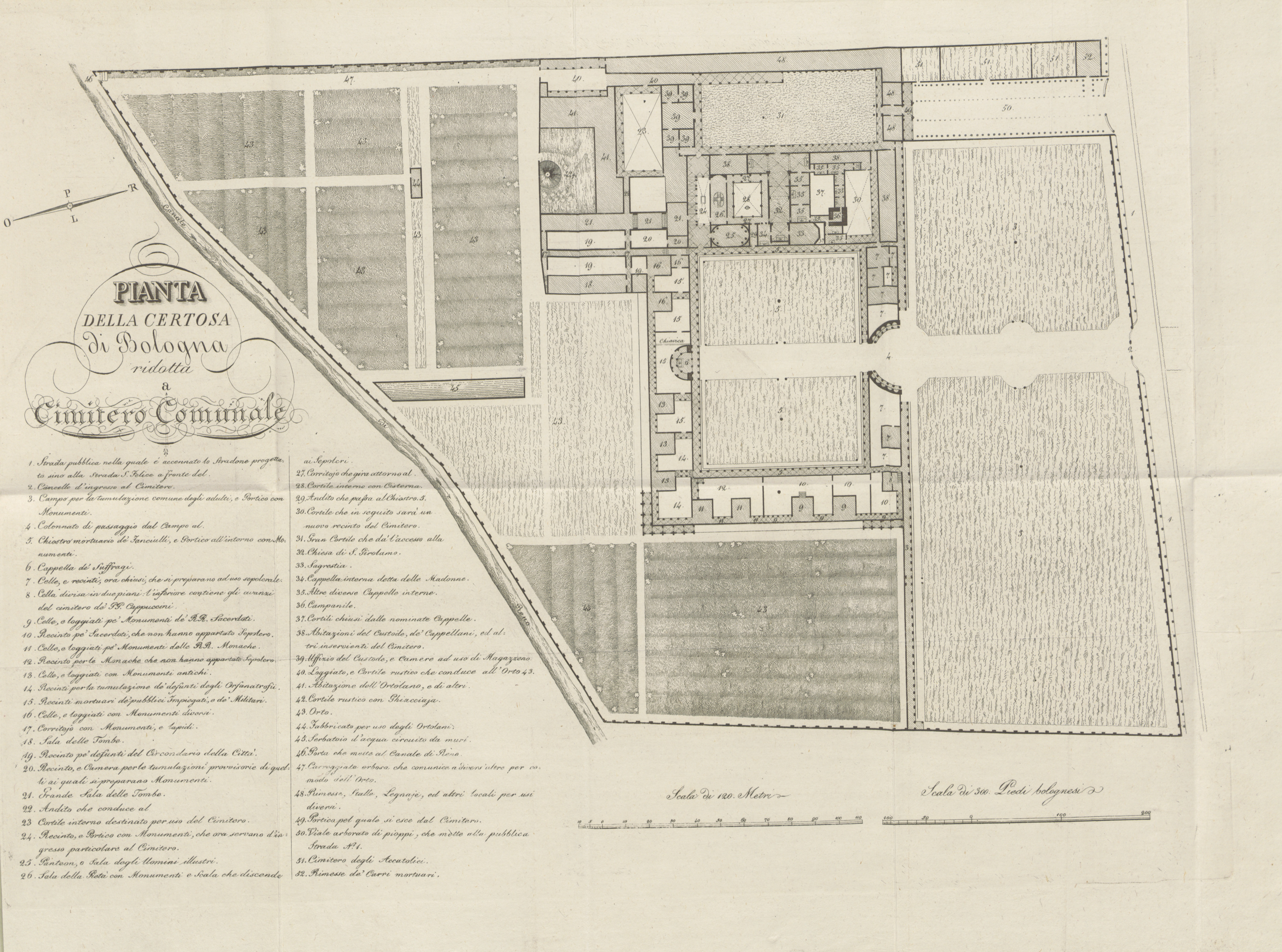
Pianta della Certosa di Bologna di Giovanni Zecchi del 1829

Furono due gli interventi più significativi di quegli anni: il Nuovo ingresso e la Sala della Pietà.
Nel 1809 si attuò il progetto di Ercole Gasparini (del 1802) di un Nuovo ingresso monumentale, da cui far passare le salme e le processioni, con quattro pilastri sormontati dalle statue di due geni funerari e delle due Piangenti  di Giovanni Putti. «Occorreva creare un ingresso imponente, quasi monumentale, che soddisfacesse la classe senatoria e che la potesse persuadere ad accettare il luogo di sepoltura comune alla plebe», secondo la vigente politica giacobina.
Nel 1816 l'architetto Angelo Venturoli allestì in gusto neoclassico la Sala della Pietà nella ex sala del refettorio, valorizzandone la forma ovale e realizzando una scala di raccordo tra il piano terreno e il sotterraneo.
Inoltre, per dare comodo accesso al cimitero, a partire dal 1811 venne costruito, a cura del Gasparini, un lungo portico di collegamento tra il Meloncello e la Certosa, in continuità con quello di San Luca, completato nel 1831 da Luigi Marchesini, con un grande arco (l'Arco Guidi) a scavalcare la strada per Casalecchio.
Con Luigi Marchesini alla direzione dei lavori negli ultimi anni di governo napoleonico, si completarono i progetti del Venturoli e si realizzò il loggiato sul Canale di Reno a sud del complesso e la Sala delle Tombe nel 1816 assieme a Giuseppe Tubertini.
Con la Restaurazione, nel 1816 l'arcivescovo di Bologna Oppizzoni confermò l'obbligo di sepoltura fuori città e riconobbe il cimitero della Certosa come luogo sacro, ponendolo sotto la dipendenza del vescovo, mentre all'amministrazione comunale fu affidata la gestione tecnica e operativa del cimitero.
Nel 1821 il consiglio comunale stipulò una convenzione con il Delegato Pontificio in cui si stabiliva che la concessione per la sepoltura sarebbe stata «a pagamento per le aree monumentali e gratuite per le inumazioni per i miserevoli.» Inoltre, il cimitero sarebbe diventato luogo esclusivo di sepoltura dei cattolici apostolici romani, spingendo alla creazione di un Chiostro degli Evangelici o degli Acattolici separato a ovest, che venne inaugurato nel 1822. «Diversamente dal periodo giacobino, col ritorno del governo pontificio nel 1815 si decise di suddividere la Certosa con campi e chiostri che ospitassero diverse tipologie di persone, come ad esempio lo spazio riservato ai militari, ai dipendenti pubblici, o ai residenti della Parrocchia di San Paolo di Ravone».
In quest'ottica, e per la gloria cittadina, nel 1821 il consiglio deliberò anche l'allestimento, nell'ex cella del Priore, di una sala contenente i busti degli «Uomini Illustri e Benemeriti» della città, o Sala del Pantheon, opera del 1828 di Giuseppe Tubertini.

#### "La Certosa come museo"
L'idea di una Certosa come museo va fatta risalire agli anni della sua istituzione: alle spalle della ricchezza del cimitero monumentale si celano scelte strategiche, culturali e politiche che rimontano al 1815.

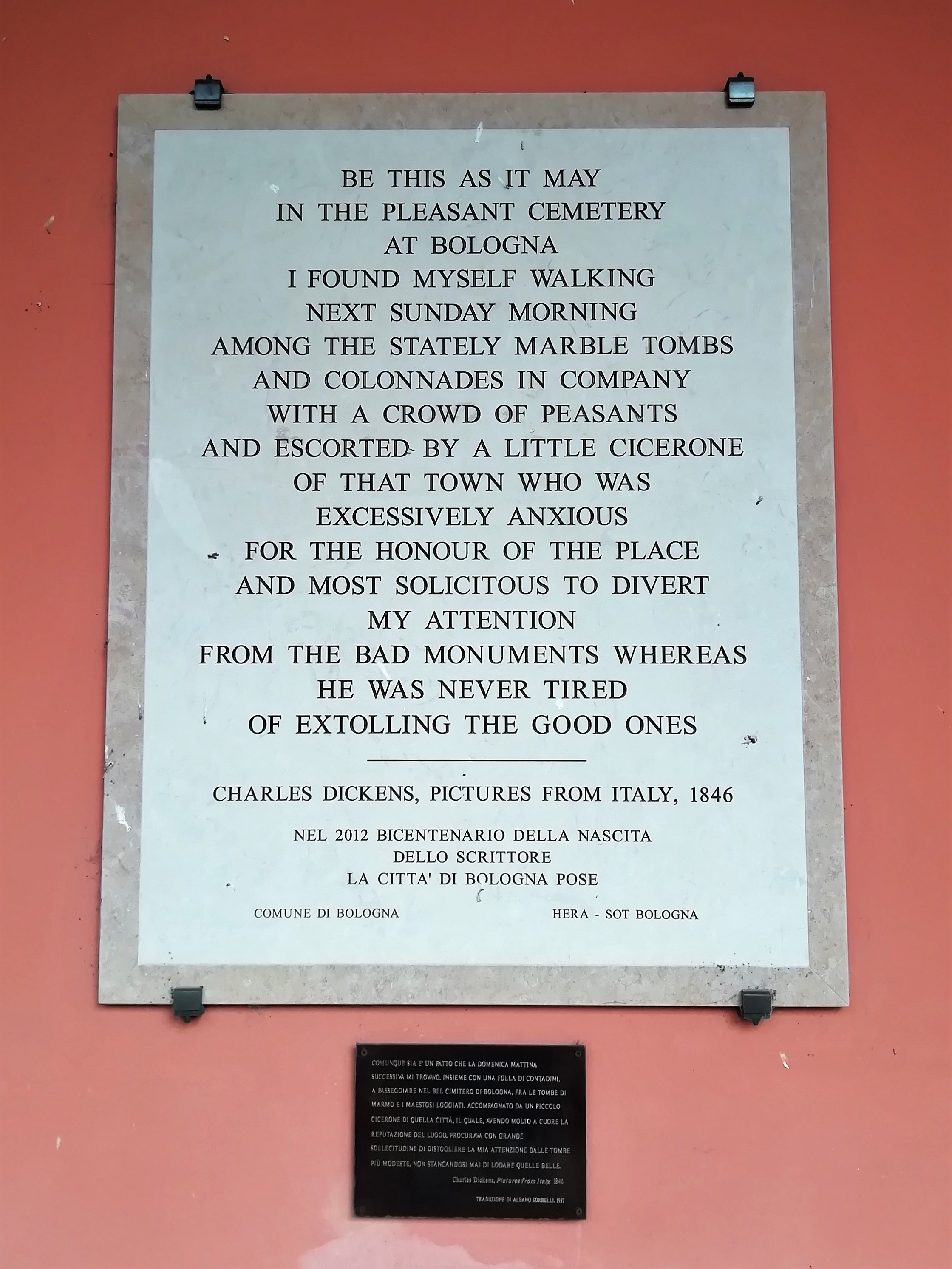
Placca in omaggio a Charles Dickens nel Cortile della Chiesa

Fin dai primi anni dalla sua creazione, la forte passione della nobiltà e della borghesia per la costruzione dei sepolcri familiari in chiave di memoria pubblica diede alla Certosa l'aspetto di un museo all'aria aperta e il cimitero divenne una tappa del grand tour italiano, con tanto di guide illustrate per riconoscere i monumenti più importanti già a partire dagli anni venti dell'Ottocento: la visitarono Chateaubriand, Byron, Dickens, Mommsen, Stendhal e gli ospiti illustri che in visita a Bologna vi venivano condotti dalle autorità cittadine. Era anche meta di escursioni romantiche: nel 1826 Giacomo Leopardi vi passeggiava con l'amica cantante lirica Marianna Brighenti.
Tra i turisti internazionali che visitarono la Certosa nell'Ottocento vi fu anche lo storico Alexander Turgenev, che descrisse la Certosa di Bologna come un museo e Félicité de La Mennais, che definì la Certosa un «museo di tombe». All'epoca delle spoliazioni napoleoniche, quando il cimitero aveva appena aperto le porte, per iniziativa dell'Accademia vennero qui raccolti i monumenti antichi provenienti dalle chiese e dai conventi della città. Gli accademici proposero di far trasportare i monumenti direttamente dalle famiglie, in cambio della sepoltura nel loggiato per cento anni senza ulteriori spese.
Per le numerose tombe senza eredi - alcune molto antiche e di grande valore artistico - i deputati dell'Accademia prospettarono l'adozione, che comprendeva il trasporto e la sistemazione alla Certosa, in cambio dello stesso diritto d'uso.
Nella chiesa soppressa di San Girolamo si concentrarono anche parecchi affreschi raffiguranti la Beata Vergine, che in seguito trovarono sede nel chiostro detto, appunto, delle Madonne. Sorte analoga toccò alle numerose lapidi e monumenti funerari del XVI secolo sparsi nelle ex chiese della città, di cui una parte è stata conservata nelle sale del Chiostro del 1500 fino alla loro parziale ricollocazione nelle chiese di origine.
Nel 1815, l'incisore Francesco Rosaspina (1762–1841) segnalò ai membri dell'Accademia di Belle Arti di Bologna che al cimitero della Certosa, visitato dagli ospiti stranieri analogamente alle quadrerie e alle collezioni d'arte, non si vedevano che «goffissime opere d'inettissimi artisti», proponendo che i nuovi monumenti venissero commissionati ad artisti noti e reputati e che fossero sottoposti all'esame dei maestri dell'Accademia. La proposta fu condivisa dai membri dell'istituto, in particolare dal protosegretario Pietro Giordani e dal presidente Carlo Filippo Aldrovandi Marescotti, e presto accolta dalla municipalità. La valutazione della commissione accademica doveva avvenire in due fasi: l'analisi del disegno e il collaudo dell'opera finita.
I monumenti dipinti avrebbero dovuto imitare quelli scolpiti, rinunciando alla prospettiva e usando i colori dei rilievi, e le due tipologie si sarebbero alternate secondo un ritmo armonioso.
Il nuovo regolamento divenne operativo a partire dall'estate 1815. Il rapporto di consulenza dell'Accademia con il municipio proseguì, tra alti e bassi, per tutta la prima metà dell'Ottocento e consentì di operare ai migliori artisti del periodo, quali Antonio Basoli e Pietro Fancelli tra i pittori, Giacomo De Maria e Giovanni Putti tra gli scultori, Luigi Marchesini, Angelo Venturoli ed Ercole Gasparini tra gli architetti.
Le stesse autorità cittadine in accordo con l'Accademia di Belle Arti si assunsero il compito di garantire la qualità dei progetti, vagliata da una commissione appositamente costituita, e favorirono l'evolversi delle tecniche di esecuzione dei monumenti. 
Mentre in età napoleonica si privilegiò la pittura, secondo la tradizione classico-naturalistica radicata a Bologna e unicum europeo. dal 1815 e soprattutto a partire dagli anni trenta prevalse la scultura: il podestà e l'Accademia avevano infatti imposto agli artisti la garanzia dell'opera per un anno pena il ripristino a loro spese, obbligo che si trasferiva successivamente ai committenti. La scultura, oltre che più affine al gusto neoclassico, era, per opere all'aperto, più resistente agli agenti atmosferici.

### Ampliamenti dagli anni trenta del 1800

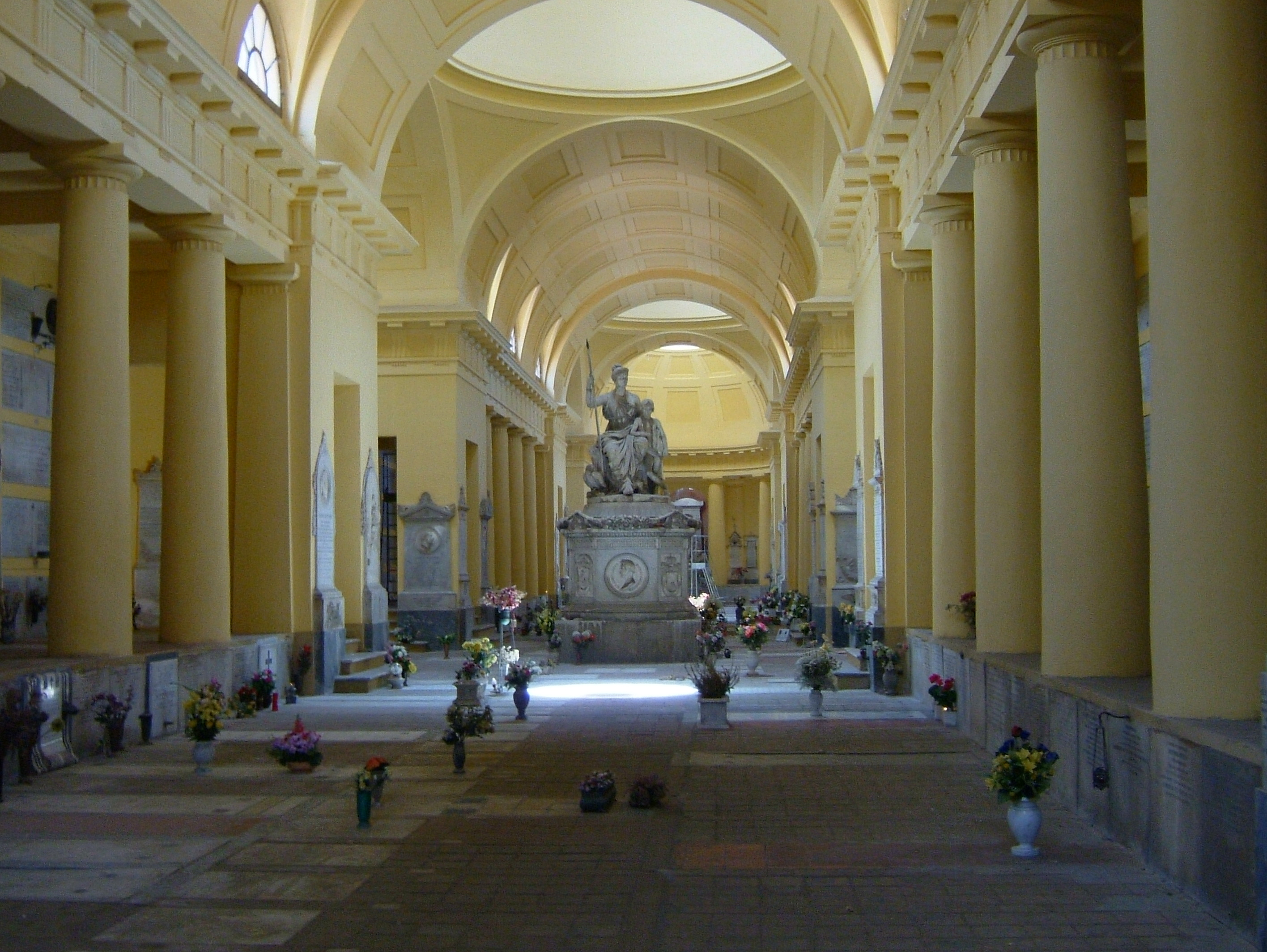
La Sala del Colombario

La complessa situazione politica che si era creata con il ritorno di Bologna sotto lo Stato pontificio fino ai moti del 1848 non bloccò lo sviluppo del camposanto.
A partire dal 1833, con l'esaurimento degli spazi claustrali disponibili, si avviarono nuovi importanti cantieri architettonici per ingrandire il cimitero. Come ricorda Roberto Martorelli, diversamente dagli altri cimiteri monumentali che si stavano sviluppando in tutta Europa e che si ispiravano o allo stile anglosassone dei cimitero giardino o allo stile cattolico dei campi recintati da logge, «Bologna compie un progetto urbanistico-architettonico nel senso più ampio del termine. Non si eseguono solo ampi campi recintati da mura o da portici, ma si dispongono logge, sale, vestiboli, giardinetti, a cui rispetto ai 'riparti' numerati degli altri camposanti si dà il nome di Sala delle Catacombe, Loggia del Colombario, Sala Ellittica, Cella Prima, Sala Gemina, Galleria degli Angeli»; per scelta architettonica, dall'originario nucleo conventuale si procedette per addizione di spazi, logge, sale e porticati che ricreavano scorci e ambienti che rimandavano alla città dei vivi. In quest'ottica architettonica, anche il portico ad archi, presente all'entrata est del cimitero, che si congiunge - salvo una brevissima soluzione di continuità - con quello che conduce al santuario San Luca, voleva significare una continuità fra la necropoli e la città dei vivi. Il cimitero della Certosa inaugurò così una nuova visione degli spazi, che ispirò altri cimiteri locali e il cimitero monumentale di Ferrara.
Dal 1833 e dopo la morte del Tubertini avvenuta due anni prima, l'architetto Marchesini divenne «il progettista indiscusso del cimitero»: svincolato da strutture preesistenti da riadattare, costruì il Loggiato delle Tombe (laddove erano gli orti, il vigneto e le peschiere), la Sala delle Catacombe, la Sala del Colombario e la Sala Ellittica. Per la progettazione si ispirò a modelli laici anziché cattolici, come nella Sala del Colombario che si rifà agli edifici termali dell'antico impero romano.

### Ampliamenti dall'Unità d'Italia
Con l'Unità d'Italia, a Bologna si configurarono «nuovi modelli culturali e nuovi assetti istituzionali»: sui monumenti funebri le iscrizioni in latino, care all'aristrocrazia e frequenti nel Chiostro III, lasciarono il posto alle epigrafi in lingua italiana, preferite anche per le tombe dei patrioti; inoltre, con lo sviluppo industriale di Bologna si resero accessibili materiali di pregio quali il marmo, fino ad allora snobbato a favore dei più economici stucco, gesso e scagliola. Ma soprattutto, il nuovo slancio museale portò nei decenni successivi a un'inversione di tendenza e allo spostamento di alcune opere depositate in Certosa verso altri luoghi, tra cui i Musei civici d'arte antica.

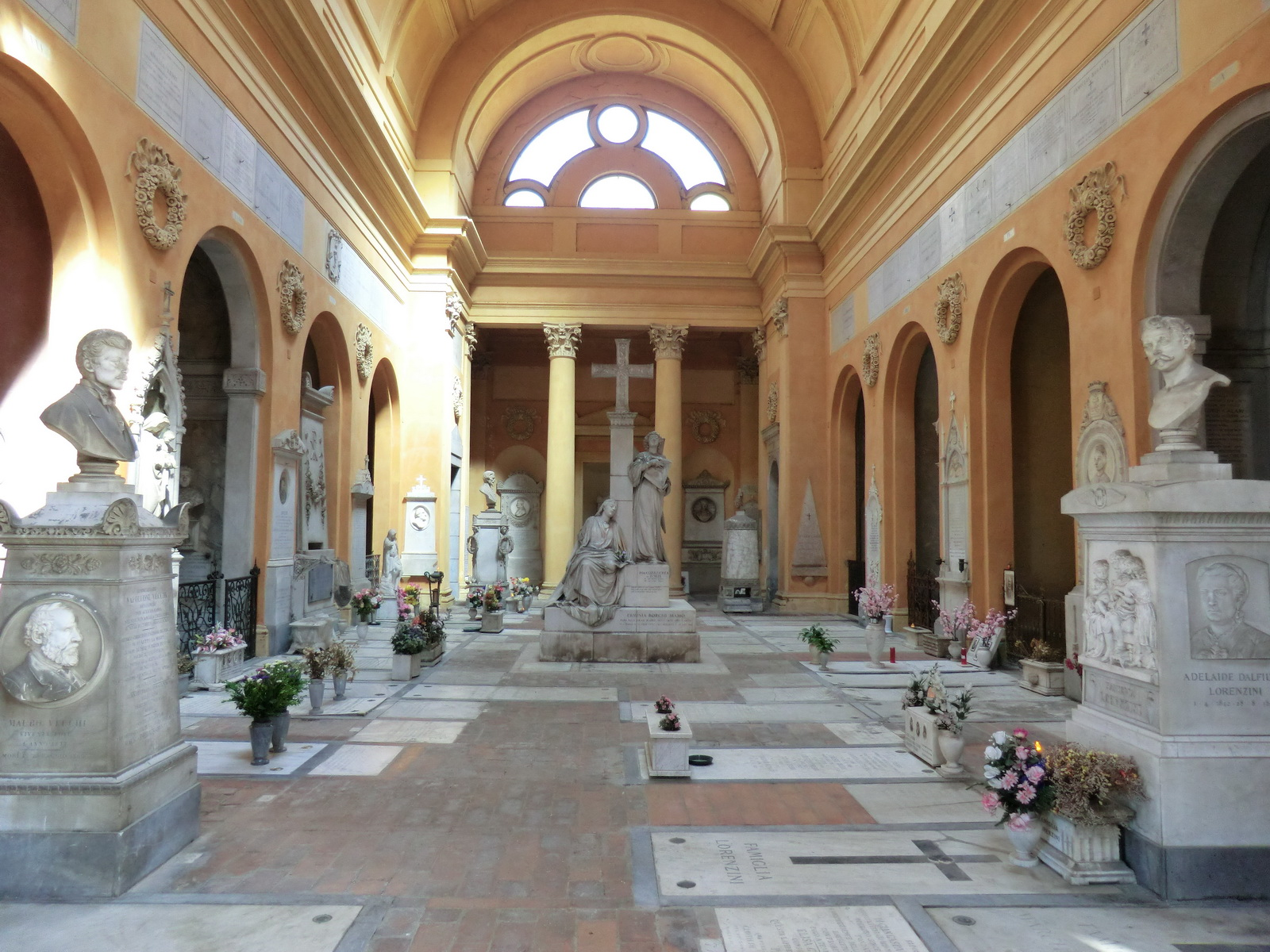
La Galleria degli Angeli

Con l'esaurirsi degli spazi, nel 1863 prese slancio una nuova fase costruttiva: sotto la direzione dell'ingegnere Coriolano Monti si realizzò la Galleria a Tre Navate, anche in questo caso progettata su un modello laico, prendendo spunto dagli edifici romani e dalle gallerie commerciali di stampo francese e londinese; Antonio Zannoni si dedicò nel 1860 al Chiostro VII e alla Galleria degli Angeli, che prese il posto della Cappella dei Suffragi, mentre Antonio Dall'Olio completò la Corsia del Colombario nel 1882.

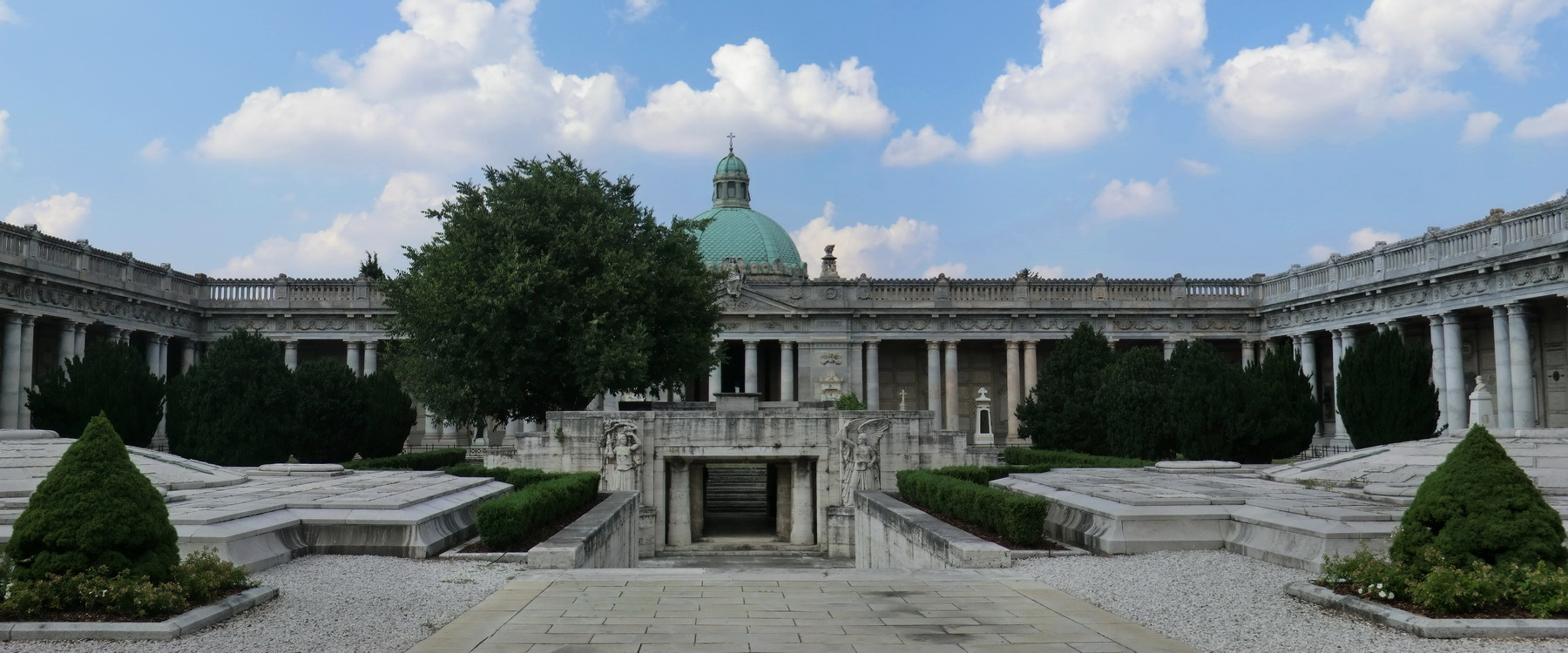
Il monumentale Chiostro VI

Nel 1869, per l'interessamento del rabbino maggiore Marco Momigliano arrivato a Bologna nel 1866, venne inaugurato il campo ebraico a fianco del Chiostro degli evangelici.
Verso la fine del XIX secolo, con la diffusione della pratica della cremazione, vista come pratica laica e rispondente a criteri igienico-sanitari, si costruì su pressione della Società per la cremazione costituitasi nel 1884, fuori dalle mura e a sud del campo israelitico, un tempio crematorio. L'Ara Crematoria, su progetto di Arturo Carpi, venne inaugurata nel luglio 1889. Il Cinerario che doveva ospitare le urne fu inaugurato solo nel novembre del 1895, tanto che nel 1894 i resti dei cremati venivano ancora raccolti nella Sala della Pietà.
Agli inizi del Novecento il cimitero si espanse in direzione est, verso la città. A quest'epoca risale il Nuovo Ingresso Monumentale vicino al canale di Reno, in corrispondenza del portico che lega la Certosa all'arco del Meloncello, e lo scenografico Chiostro VI su progetto dell'ingegnere Filippo Buriani, che è il più grande dei campi porticati della Certosa e in cui fu allestito in epoca fascista il monumento ossario ai caduti della Grande Guerra, sempre del Buriani e terminato da Arturo Carpi, intorno al Sepolcreto dei caduti della rivoluzione Fascista progettato da Giulio Ulisse Arata e inaugurato nel 1932.
Nel 1924 l'amministrazione comunale introdusse l'illuminazione elettrica nel cimitero, vietando l'uso di candele, torce votive, lampade a olio o a benzina, responsabili in passato di numerosi incendi.
Nel 1927 venne completata la Galleria annessa al Chiostro IX, progettata da Casati e Cacciari, che con il Nuovo Ingresso e il Chiostro IX conservano i monumenti dagli anni 1930 agli anni 1950. Lo stile eclettico, dapprima fecondo, si rivelò a poco a poco sempre più sterile.
Nel 1934, l'Arco Guidi venne demolito per facilitare l'accesso allo Stadio del Littoriale.
Durante la seconda guerra mondiale la città di Bologna subì numerosi danni. La Certosa di Bologna fu bombardata nell'aprile del 1945, ma la chiesa di San Girolamo ne uscì indenne.

### Ampliamenti dal secondo dopoguerra

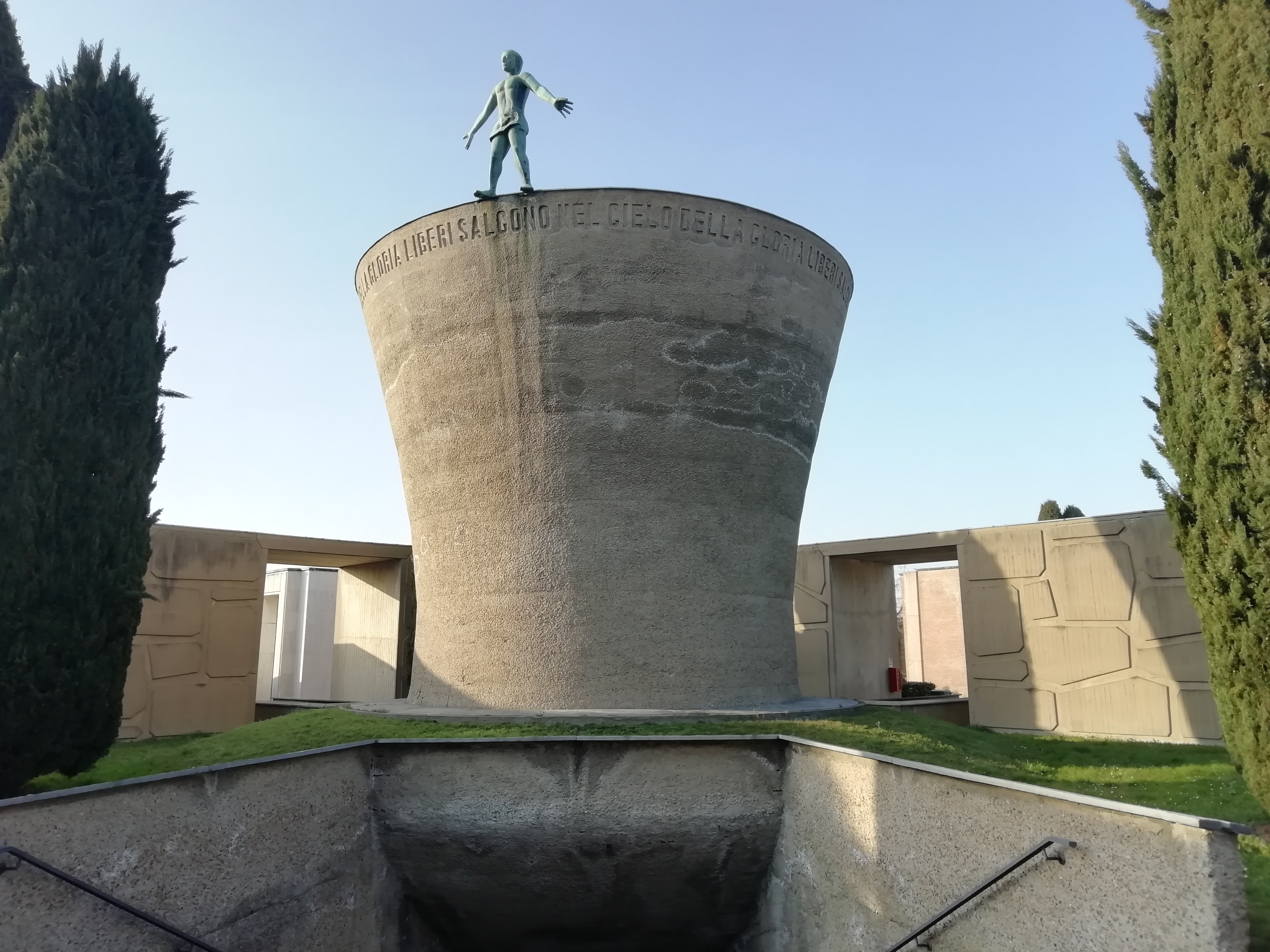
Monumento Ossario ai caduti partigiani, opera dell'architetto Piero Bottoni

Il cimitero subì un forte ampliamento dagli anni del secondo dopoguerra in poi, con un'espansione a ovest verso la zona meno urbanizzata, impedita verso est dalle crescita della periferia della città. 
Al centro dell'area, un tempo adibita a orti e peschiera dei certosini, si edificò il Campo degli Ospedali, che sarà occupato al centro dal Monumento Ossario ai caduti partigiani, opera in stile razionalista di Piero Bottoni del 1959. 
Ancora più a ovest, il Cimitero moderno, che occupa oltre la metà del cimitero attuale, fu progettato in quanto a planimetria tra il 1940 e il 1948. La crescente pressione demografica e la richiesta sempre maggiore di loculi portò, come in tutti i cimiteri italiani moderni, a un abbassamento della qualità architettonica, dovuta anche a una mutata funzione della tomba, da monumento funebre quale memoria pubblica a semplice ed economica memoria privata. Le cappelle funerarie che vennero realizzate in questo periodo sono chiuse e cinte da cancelli o porte, ribadendo il ruolo di tomba come ricordo privato dei propri cari, con alcune eccezioni di tombe commemorative di importanza cittadina, come il sarcofago del sindaco Giuseppe Dozza di fronte al sacrario dei caduti partigiani o la tomba di Lucio Dalla, collocata nell'area monumentale del Campo Carducci. I nuovi campi dei cimitero, di ampie dimensioni e con viali perpendicolari, prendono nomi meno allusivi rispetto ai chiostri e alle sale del cimitero monumentale antico: Campo Nuovo, Campo 1945, Campo 1962, Campo 1971, Recinto 10, Recinto 11, eccetera.
Negli anni ottanta del Novecento, complice il turismo di massa e l'ormai radicata cultura del tempo libero, in Italia si assistette a una patrimonializzazione degli spazi cimiteriali e a una nuova forma di turismo cimiteriale rivolta alle aree monumentali dei campisanti, con un rinnovato interesse dei visitatori per i cimiteri come spazi museali.
A partire dal 1999, il cimitero della Certosa di Bologna è trasformato in museo e il Comune di Bologna ha iniziato a promuovere dei cantieri di restauro per la valorizzazione della Certosa di Bologna tramite il Progetto Certosa.
Nel 2000 è stata ufficializzata la musealizzazione e creato l'ufficio comunale dedicato alla Certosa "Nuove Istituzioni Museali".
Nel 2009 il Progetto Certosa è confluito nell'Istituzione Bologna Musei, permettendo di ampliare le iniziative e programmare le visite guidate. Tra i restauri, si ricorda quello del portico del Chiostro V, danneggiato dal terremoto del maggio 2012.
Verso la fine del secolo scorso, una serie di furti nel cimitero ha portato al trasferimento di alcuni manufatti in altri luoghi per la loro tutela; sorte analoga è toccata ad alcuni affreschi, spostati in altre sedi per la valorizzazione e per preservarli dalle condizioni di degrado dovute agli agenti esterni.
Nel 2006 viene inaugurato uno spazio per la dispersione delle ceneri noto come Giardino delle Rimembranze, nel Campo Posteriore al Campo Nuovo a sud,  mentre nel 2012 viene aperto il Polo crematorio nel cimitero di Borgo Panigale, che sostituisce l'Ara Crematoria in Certosa.
Nel 2007 la sala del Pantheon, dagli anni novanta del Novecento già destinata ai riti laici, è diventata una "sala del commiato" per chiunque intenda usufruire di un periodo di raccoglimento prima del rito; il nuovo allestimento è opera dell'artista Flavio Favelli. La chiesa, non parrocchiale, è da diversi anni gestita dalla comunità dei passionisti di Casalecchio di Reno.
Il cimitero della Certosa fa parte dell'Association of Significant Cemeteries in Europe e dell'European Cemeteries Route, itinerario culturale dei cimiteri dell'European Institute of Cultural Routes.
Nel 2021 il portico della Certosa è stato riconosciuto bene culturale italiano nominato come patrimonio dell'umanità dall'UNESCO insieme ad altri undici portici di Bologna. Nella zona iscritta è incluso il cimitero monumentale.
Nel luglio 2022, con la soppressione di Istituzione Bologna Musei e la ri-municipalizzazione dei musei civici di Bologna, la Certosa è passata in gestione al Settore Musei Civici Bologna.
Nello stesso anno, l'Assemblea Legislativa della Regione Emilia-Romagna dedica una legge al riconoscimento e alla valorizzazione dei cimiteri monumentali e storici della regione, tra cui figura la Certosa.

## Opere di pregio artistico
All'interno del cimitero si può ammirare un vastissimo repertorio di opere, «oltre 6000 manufatti di interesse storico artistico, sale, gallerie e chiostri» ripartiti su trenta ettari di superficie, come riporta il portale di riferimento Storia e Memoria di Bologna dell'Istituzione Bologna Musei curato dal Museo civico del Risorgimento.
In particolare, la Certosa di Bologna conserva la più ricca raccolta di arte neoclassica italiana. A febbraio 2021, il Servizio patrimonio culturale dell'Assessorato alla cultura e paesaggio dell'Emilia-Romagna recensiva 499 opere e oggetti d'arte presenti in Certosa ma il censimento dei monumenti è ancora in corso. Alcuni monumenti funebri, tra quelli di pregio, sono indicati come disponibili per la riconcessione.
Tra le opere di maggior pregio artistico vi sono:
Monumenti funebri, tombe, celle e cripte
- Cella Hercolani, Angelo Venturoli e Cincinnato Baruzzi, Chiostro V
- Fornasari, Giovanni Putti e Vincenzo Vannini, 1822, Chiostro I
- Badini, Alessandro Franceschi, 1826 ca., Loggiato delle Tombe
- Valdem, Prudenzio Piccioli, 1842, Loggia di Levante
- Magenta, Giovanni Battista Lombardi e Antonio Cipolla, 1863, Chiostro III
- Minelli, Carlo Monari, 1868, Sala delle Catacombe
- Contri, Salvino Salvini, 1873, Sala Gemina
- Cella Pallavicini, 1875 ca., Giovanni Dupré, Chiostro V
- Comi, Giorgio Kienerk, 1898, Sala di San Paolo
- Ronzani, Pasquale Rizzoli, 1904, Sala di San Paolo
- Cella Pizzoli, Pasquale Rizzoli, 1905-10, Galleria del Chiostro VI
- Zanetti Cassinelli, Pasquale Rizzoli, 1920, Chiostro VI
- Riguzzi, Silverio Montaguti, 1922, Campo Carducci
- Marangoni, Mario Sarto, 1924, Galleria del Chiostro IX
- Trentini, Pasquale Rizzoli, 1924, Campo Carducci
- Cappella Goldoni, Amerigo Tot e Giuseppe Vaccaro, 1942, Campo degli Ospedali
- Gnudi, Farpi Vignoli, 1952, Campo Carducci
- Weber, Venanzio Baccilieri e Augusto Panighi, 1957, Sala Weber - Chiostro del 1500
- Martinelli, Pietro Fancelli, 1807, Chiostro III
- Strick, Giovanni Putti ed Ercole Gasparini, 1810, Cimitero evangelico
- Vogli, Giacomo De Maria, 1811-13, Recinto delle Monache e dei Sacerdoti
- Mattioli Barbieri, Angelo Venturoli e Giovanni Putti, 1818, Chiostro III
- Rossini Colbran, Del Rosso, 1823, Chiostro V
- Marco Minghetti, Cincinnato Baruzzi, 1837, Chiostro V
- Teodoro Galitzin, Antonio Cipolla, Antonio Rossetti e Giuseppe Palombini, 1851, Chiostro III
- Michele Galitzin, Antonio Cipolla, Antonio Rossetti e Giuseppe Palombini, 1861, Chiostro III
- Malvezzi Angelelli, Lorenzo Bartolini e forse Massimiliano Putti, 1854, Sala del Colombario
- Cella Grabinski, Carlo Chelli, 1861, Loggia di Levante
- Murat, Vincenzo Vela, 1864, Sala del Colombario
- Cocchi, Carlo Monari, 1868, Galleria a Tre Navate
- Cella Pepoli, Massimiliano Putti, 1868, Loggia del Colombario
- Cella Gregorini Bingham, Vincenzo Vela, 1875, Chiostro III
- Montanari, Attilio Muggia e Diego Sarti, 1891, Chiostro VII
- Bisteghi, Enrico Barberi, 1891, Galleria degli Angeli
- Cella Magnani, Pasquale Rizzoli, 1906, Galleria del Chiostro VI
- Cella Albertoni, Paolo Graziani e Giuseppe Romagnoli, 1908, Chiostro Annesso al Maggiore
- Edicola Finzi, Enrico De Angeli, 1938, Cimitero ebraico
- Frassetto, Farpi Vignoli, 1950, Campo Carducci lungo il muro di cinta
- Morandi, Leone Pancaldi e Giacomo Manzù, 1964, Campo Carducci lungo il muro di cinta
- Saetti, Bruno Saetti, 1982, Campo Carducci lungo il muro di cinta
- Lucio Dalla, Antonello Santè Paladino, 2012, Campo Carducci
- Ottani già Baldi Comi, Giovanni Putti, Angelo Venturoli, Flaminio Minozzi e Giacomo Savini, 1816, Sala della Pietà
- Borghi Mamo, Enrico Barberi, 1894, Galleria degli Angeli
- Cavazza, Enrico Barberi, 1894, Galleria degli Angeli
- Simoli, Tullo Golfarelli, 1895, campo del Chiostro VII
- Raggi Ruggeri, Armando Minguzzi, 1928, Galleria del Chiostro IX

Opere pittoriche
Nella Chiesa di San Girolamo della Certosa:
- Navata della chiesa, tele e affreschi
- Ultima cena, attrib. a Lorenzo Sabatini[75], 1562 ca., Cappella di San Giuseppe
- Cappella Maggiore, Bartolomeo Cesi, fine '500, Cappella Maggiore[76]
- Battesimo di Cristo, Elisabetta Sirani, 1648
- Cena in casa del Fariseo, Giovan Andrea Sirani, 1652

Ingressi, sale e monumenti collettivi
- Ingresso monumentale della Certosa, Giovanni Putti, 1809, Entrata Principale
- Sala d'Attesa, Flavio Favelli, 2008, Sala del Pantheon
- Monumento ai martiri dell'Indipendenza, Carlo Monari, 1868 ca., Sala delle Tombe
- Monumento Ossario ai caduti partigiani, Piero Bottoni, 1959, Campo degli Ospedali

## Sepolture illustri
Numerosi personaggi importanti per la storia cittadina e italiana sono sepolti nel cimitero di Bologna. Se durante la fase monumentale del cimitero si ebbe l'ambizione di raggruppare le sepolture illustri nella Sala del Pantheon, detta appunto Sala degli uomini illustri, non esiste un censimento recente delle personalità degne di nota cremate, inumate o tumulate in Certosa, né una lista seppur parziale di riferimento, complici la vastità del cimitero, l'evoluzione della cultura e un diverso approccio alla monumentalizzazione della memoria.
La Sala degli uomini illustri e benemeriti contava 71 busti che nel corso del tempo cambiarono più volte collocazione. Nel 1932 furono trasferiti nella Sala d'Ercole a palazzo d'Accursio, in seguito furono esposti alla Montagnola, ai Giardini Margherita, a Villa delle Rose fino ad arrivare ai depositi del MAMbo dove sono conservati. Nonostante le degradazioni e i danneggiamenti subìti durante gli anni di esposizione nei parchi pubblici, un importante lavoro di ricerca storico-bibliografica fu svolto sotto la supervisione del professor Vaccari che permise di re-identificare le personalità scolpite.

## Monumenti ossari e memoriali

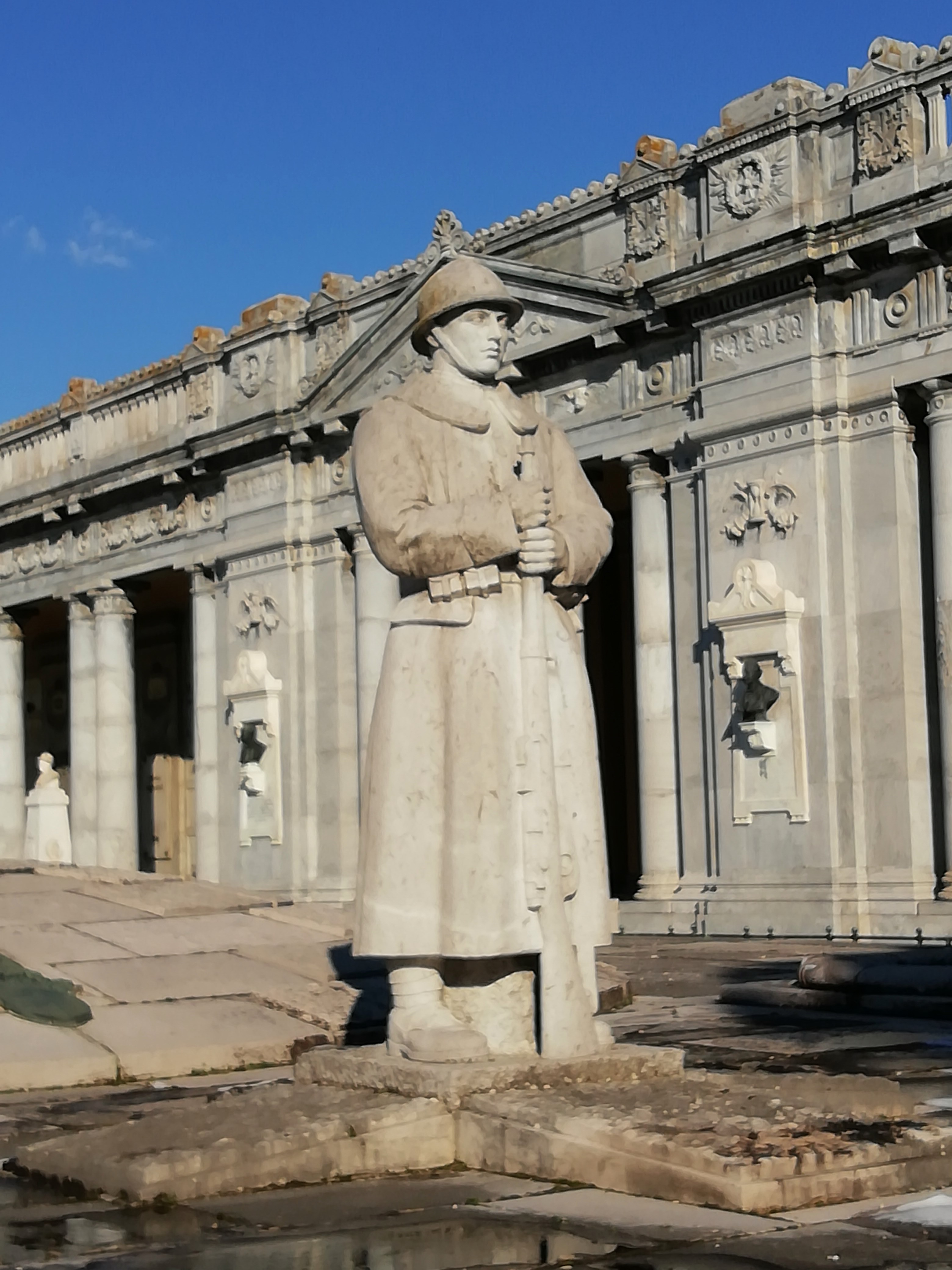
Uno dei due fanti del monumento ossario ai caduti della Grande Guerra scolpito da Ercole Drei

- Il Monumento ai martiri dell'Indipendenza, Carlo Monari, 1868 ca., Sala delle Tombe
- Il Monumento ai martiri della rivoluzione fascista, Giulio Ulisse Arata, 1932, Chiostro VI
- Il Monumento ossario ai caduti della Grande Guerra, Filippo Buriani e Arturo Carpi, 1933, Chiostro VI
- Il monumento ai caduti di Russia (1941-1945), Cesarino Vincenzi, 1955, Chiostro VIII
- Il Monumento Ossario ai caduti partigiani, Piero Bottoni, 1959, Campo degli Ospedali
- Il Monumento ai caduti dell'aeronautica, Marco Marchesini, 1983, Campo degli Ospedali
- Il Sepolcreto - monumento dell'Umanitaria, Enzo Pasqualini, 1960, Campo degli Ospedali
- Il  Monumento ai marinai bolognesi caduti, o monumento ai caduti del mare, Campo degli Ospedali
- Il Monumento agli Internati Militari Italiani caduti nei lager, Leone Pancaldi, 1986, viale di ingresso della Certosa.

## Artisti presenti
Nella Certosa di Bologna hanno operato i maggiori artisti di inizio Ottocento e i principali scultori bolognesi attivi tra Otto e Novecento. Tra gli oltre 200 attivi, si segnalano: 
Luigi Acquisti, Lorenzo Bartolini, Cincinnato Baruzzi, Leonardo Bistolfi, Carlo Chelli, Giacomo De Maria, Ercole Drei, Giovanni Duprè, Alessandro Franceschi, Tullo Golfarelli, Giorgio Kienerk, Giovanni Battista Lombardi, Giacomo Manzù, Luciano Minguzzi, Silverio Montaguti, Arturo Orsoni, Giovanni e Massimiliano Putti, Augusto Rivalta, Pasquale Rizzoli, Giuseppe Romagnoli, Bruno Saetti, Diego Sarti, Mario Sarto, Pietro Tenerani, Vincenzo Vela, Farpi Vignoli, Cesarino Vincenzi . Tra i pittori, oltre ai celebri Antonio Basoli, Pietro Fancelli e Pelagio Palagi, si segnala Flaminio Minozzi.

## Simbologia funeraria

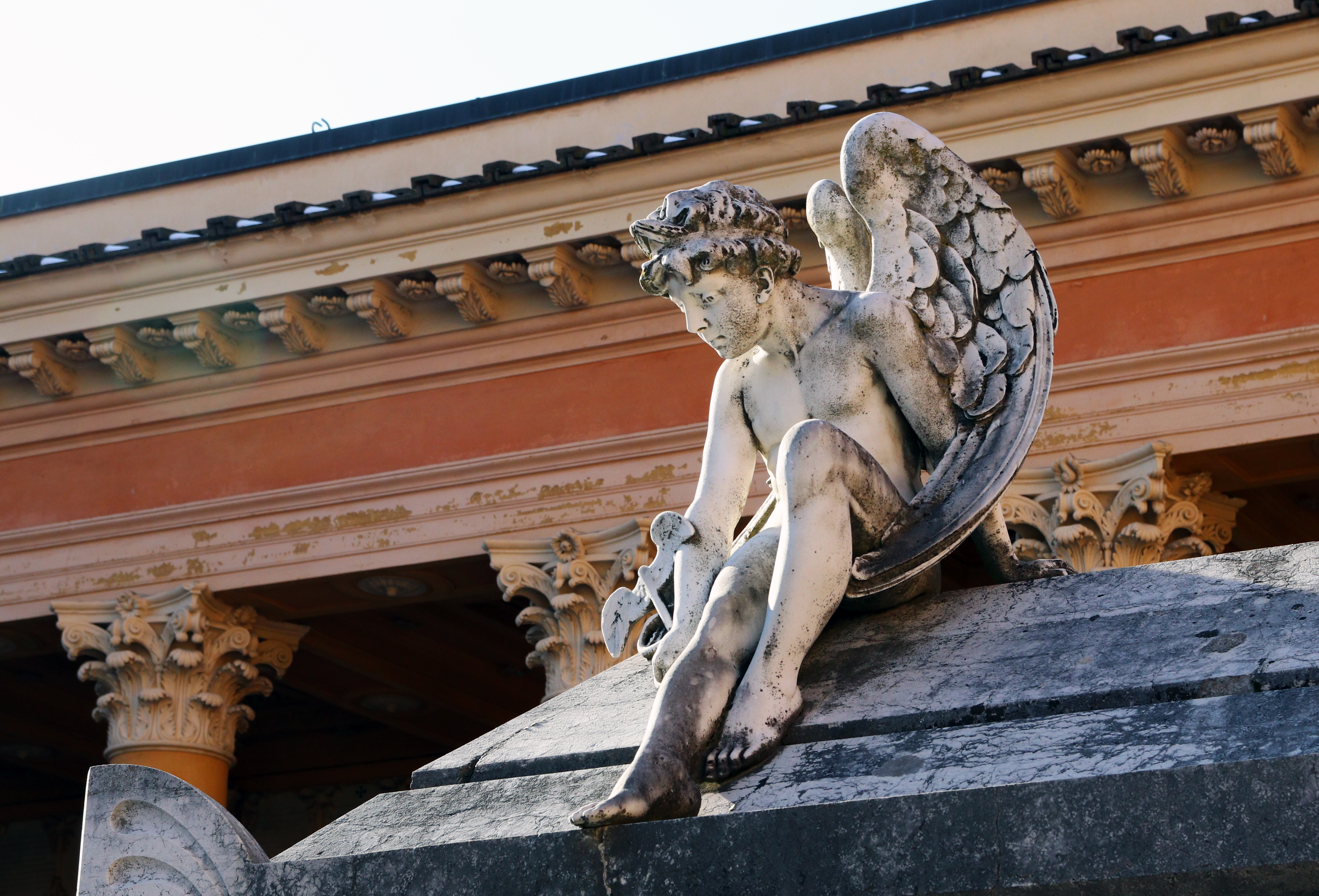
L'angelo del monumento Montanari tiene in mano un caduceo.

Numerosi monumenti della Certosa di Bologna presentano una simbologia funeraria, esoterica o massonica, in particolare quelli della borghesia ottocentesca concentrati nei chiostri più antichi in cui prevale l'esternazione di una cultura laica e classica: «simboli, forme, iconografie e formule epigrafiche appartenenti alla cultura greco-romana, etrusca e all'antico Egitto che si giustappongono o si mescolano a quelli derivanti dalla tradizione giudaicocristiana», questi ultimi minoritari a inizio Ottocento.
La simbologia funeraria ottocentesca, in un'epoca che "rileggeva" la cultura classica e quella "orientale" in chiave rinascimentale e neoclassica, era dovuta alla funzione stessa della tomba, vista come memoria pubblica, «un condensato di significati, un contenitore grazie al quale il defunto continua ad avere una vita sociale attraverso il ricordo», un supporto per raccontare la vita e il ruolo del defunto e valorizzare la sua identità personale.
Tra i simboli funerari ottocenteschi che si ritrovano nel cimitero figurano: l'agnello, l'alfa e l'omega, l'alloro, l'ancora, l'aquila, le armi, la barca, il caduceo, il cane, la cicogna, il cigno, il cipresso, la civetta, la clessidra, la colomba, la colonna, la conchiglia, la cornucopia,  la corona di spine, il crisma, il delfino, l'edera, la farfalla, i festoni o corone di foglie e frutti, il gallo, il giglio, il globo, il grano, il grifone, il leone, la lucerna o il braciere, la lucertola, il melograno, l'ouroboros, la palma, il papavero, il pellicano, il pesce, la pigna, la porta, la quercia, la rana, la rosa, il serpente, la sfinge, l'ulivo e la vite.
Tra i simboli massonici, si ritrovano la squadra, il compasso, l'archipendolo, il maglietto e le due colonne salomoniche.

## Il cimitero monumentale della Certosa nella cultura popolare

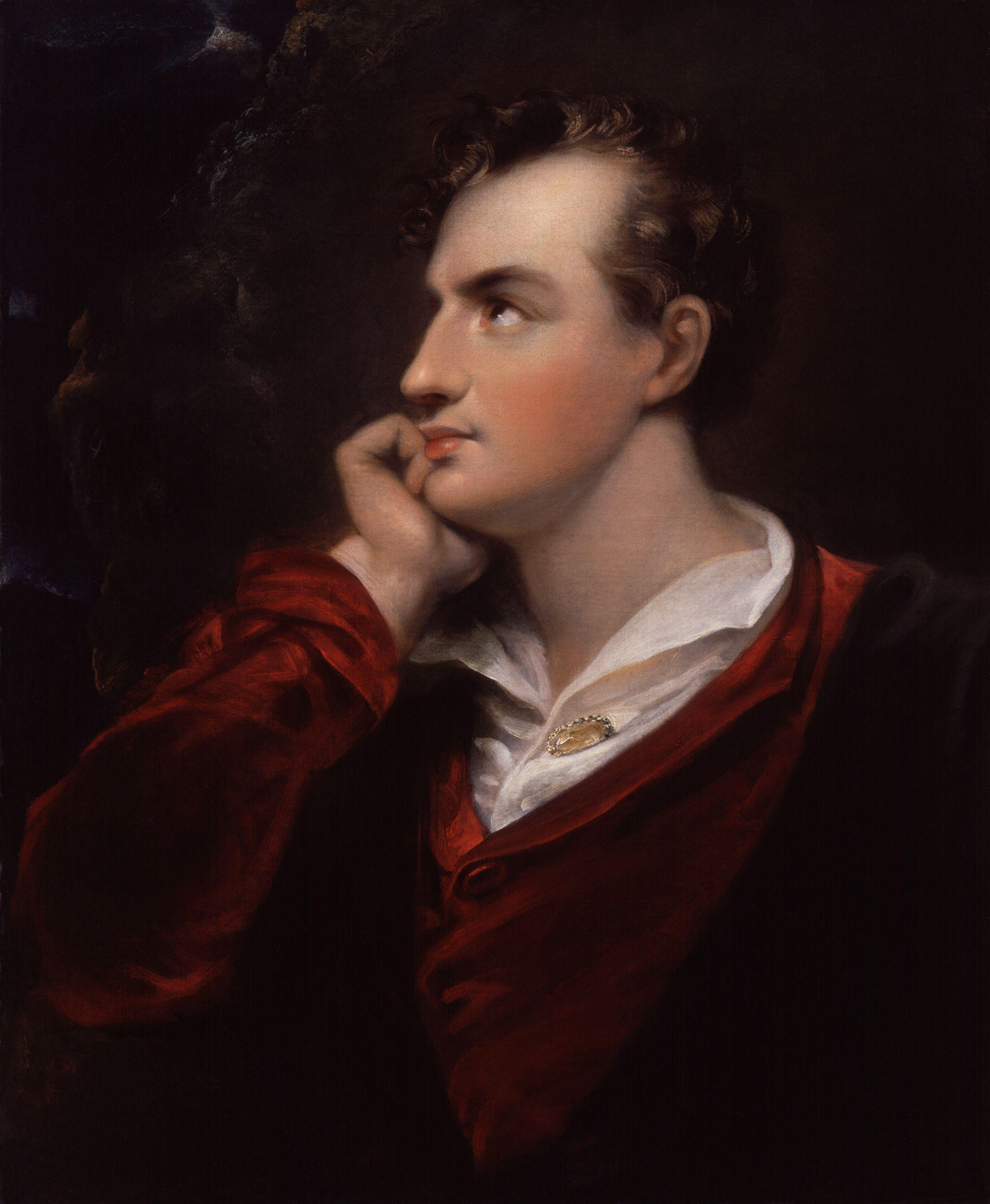
Lord Byron ritratto da Richard Westall

Numerosi sono gli artisti che fecero il Grand Tour, approdando a Bologna nell'Ottocento. Lord Byron descrisse le sue passeggiate nella Certosa, così come Charles Dickens o ancora Jules Janin e Theodor Mommsen.
Nel 1845 Bernardo Gasparini pubblicò una raccolta di cantici intitolata Due notti alla Certosa di Bologna, in cui i vari ospiti della Certosa appaiono come spiriti al protagonista. Il pamphlet fu scritto in gran parte nel 1815.
Giosuè Carducci dedicò alla Certosa una delle sue Odi barbare del 1877: Fuori alla Certosa di Bologna.
Nel 1896 Sigmund Freud si interessò ad alcune tombe in Certosa, lasciando scritti in merito: il monumento Lanzi Bersani nella Galleria degli Angeli, con una scultura di Carlo Monari, e il monumento Minghetti, nel Chiostro Terzo, arco 67, opera di Antonio Cipolla e Augusto Rivalta.
Cristina Campo descrisse la Certosa nel racconto La noce d'oro, pubblicato postumo nel 1998 nella raccolta Sotto falso nome edita da Adelphi.

## Servizi cimiteriali e al pubblico
I servizi cimiteriali in senso stretto sono gestiti da Bologna Servizi Cimiteriali, società che svolge i servizi necroscopici, cimiteriali e di cremazione per la città.
Un Info Point storico-artistico è a disposizione dei visitatori del cimitero. Le ubicazioni delle sepolture possono essere trovate tramite i totem digitali informativi posti agli ingressi, chiedendo all'Ufficio cimiteriale o in Portineria.
Nel 2019 il Comune di Bologna ha effettuato una mappatura dell'accessibilità dei musei che ha permesso la progettazione di percorsi inclusivi in tre musei pilota tra i quali figura il Cimitero della Certosa. Percorsi tattili sono quindi stati pensati per le persone non vedenti e ipovedenti e sono stati resi disponibili dei supporti per le persone non udenti, per esempio video in LIS e l'app per la visita in autonomia.
Le visite guidate e gli spettacoli in programma sono organizzati dal Comune di Bologna, da associazioni culturali e no profit e da guide turistiche. Queste visite sono spesso pensate lungo percorsi tematici; tra gli spettacoli del passato, come reading, concerti e performance teatrali, si segnalano anche quelli in notturna.